# Šáchor hlíznatý
Šáchor hlíznatý (Cyperus rotundus) je vytrvalá rostlina z čeledi šáchorovité, původem z Afriky, jižní Evropy, střední Evropy a jižní Asie. Podle Červeného seznamu IUCN jde o málo dotčený taxon.
Slovo cyperus pochází z řeckého κύπερος, kyperos, rotundus pochází z latiny.